# 에어 (2023년 영화)
《에어》(영어: Air)는 2023년 개봉한 미국의 전기 스포츠 드라마 영화이다. 벤 애플렉이 감독과 주연을 맡았다. 나이키 임원 소니 버캐로가 농구 선수 마이클 조던과 역사적 계약에 이른 과정을 다루었다. 애플렉과 맷 데이먼이 차린 제작사 아티스츠 에퀴티에서 내놓은 첫 작품이다. 2024년 제81회 골든 글로브상에서 뮤지컬·코미디 영화 부문 작품상과 남우주연상(데이먼) 후보에 올랐다.

## 줄거리
1984년. 오레곤주에 기반한 나이키사는 판매 실적이 저조한 농구화 부서를 폐쇄하기 직전이다.
영업 부사장 롭 스트래서, 공동 창립자이자 CEO인 필 나이트는 나이키의 농구 탤런트 스카우트 소니 버캐로에게 새 나이키 농구화 홍보대사를 찾아내는 임무를 맡긴다. 여러 후보가 거론되는 가운데 나이키 간부진은 1984년 NBA 드래프트 3차 지명자인 마이클 조던만큼은 몸값이 너무 비싸고 아디다스 애호가로 잘 알려져있어 논외라고 여긴다.
하지만 버캐로는 조던이 활약한 장면과 테니스 선수 아서 애시가 나온 헤드(Head)사 라켓 광고를 동시에 시청하면서 세기의 천재 조던과 나이키 브랜드가 함께 성장해나가야만 한다고 확신한다.
마침 버캐로는 미국이 농구 금메달을 따낸 1984년 하계 올림픽에서 조던을 코칭했던 조지 래블링과 둘도 없는 절친이다. 버캐로는 래블링에게 조언을 받은 뒤 노스캐롤라이나주 윌밍턴으로 날아가 조던의 어머니 덜로리스 조던에게 나이키사는 역시 조던과 계약을 체결하려고 설득전에 뛰어든 상태인 타 경쟁사 아디다스나 컨버스와는 차원이 다른 관심을 기울이겠다고 설득한다.
버캐로와 아웅다웅해온 조던의 에이전트 데이비드 포크는 버캐로가 자신을 건너뛰고 조던 부모님을 만난 사실을 뒤늦게 알고 펄펄 뛰지만, 돌아오는 월요일에 나이키 오리건주 비버턴 지부에서 조던과 회의를 갖게 해주겠다고 한다. 버캐로는 발표를 준비하면서 신발 디자이너 피터 무어에게 조던을 위한 농구화 프로토타입을 만들어달라고 부탁한다. 무어는 이 농구화에 나이키의 에어 솔 기술에서 따온 에어 조던이란 이름을 붙인다. 나이트는 농구 부서 전체 예산 25만 달러를 조던 단 한 사람을 기용하는 데 전부 쏟아붓도록 배정한다.
회의는 성공리에 마쳤지만, 아디다스가 조던측 요구 금액을 맞췄으며 조던이 원하던 메르세데스-벤츠 380SL까지 붙여줬다는 소식이 들려온다. 버캐로는 좌절하지만 바로 그때 덜로리스 조던이 전화를 걸어와 에어 조던이 한 켤레 팔릴 때마다 수익 일정 비율을 조던이 가져간다는 조건을 수락한다면 나이키와 계약하겠다고 한다. 나이키 윗선은 스포츠 업계에 선례가 전무한 이 제안을 받아들이려 하지 않지만 나이트가 승인한다.
에어조던은 나이트가 예상한 수익 300만 달러를 훌쩍 뛰어넘어 첫 해에만 1억 6,200만 달러 수익을 올리고, 이후 나이키에서 고정 수입원으로 자리잡는다.

## 출연
- 맷 데이먼 - 소니 버캐로 역
- 벤 애플렉 - 필 나이트 역
- 제이슨 베이트먼 - 롭 스트래서 역
- 바이올라 데이비스 - 덜로리스 조던 역
- 크리스 메시나 - 데이비드 포크 역
- 매슈 마 - 피터 무어 역
- 말런 웨이언스 - 조지 래블링 역
- 크리스 터커 - 하워드 화이트 역
- 줄리어스 테넌 - 제임스 R. 조던 시니어 역
- 조엘 그레치 - 존 오닐 역
- 구스타프 스카르스고르드 - 호르스트 다슬러 역
- 바르바라 주코바 - 케테 다슬러 역
- 제시카 그린 - 카트리나 세인즈 역
- 댄 부커틴스키 - 리처드 역
- 톰 파파 - 스튜 인먼 역
- 제이 모어 - 존 피셔 역

## 제작
영화는 마이클 조던 역(데이미언 영 분) 얼굴 촬영을 의도적으로 피하였으며, 해당 배우는 대사를 단 세 단어만("Bulls Colors", "Hello") 말한다.

## 사운드트랙
Air (Original Motion Picture Soundtrack)
| #            | 제목                             | 음악가               | 재생 시간 |
| ------------ | -------------------------------- | -------------------- | --------- |
| 1.           | 〈Money for Nothing〉            | 다이어 스트레이츠    | 4:08      |
| 2.           | 〈Blister in the Sun〉           | 바이얼런트 펨스      | 2:26      |
| 3.           | 〈Ain't Nobody〉                 | 루퍼스 & 샤카 칸     | 4:44      |
| 4.           | 〈Sister Christian〉             | 나이트 레인저        | 5:03      |
| 5.           | 〈All I Need Is a Miracle〉      | 마이크 + 더 메카닉스 | 4:12      |
| 6.           | 〈Born in the U.S.A.〉           | 브루스 스프링스틴    | 4:40      |
| 7.           | 〈Sirius〉                       | 앨런 파슨스 프로젝트 | 1:51      |
| 8.           | 〈Rock the Casbah (remastered)〉 | 더 클래시            | 3:43      |
| 9.           | 〈My Adidas〉                    | Run-D.M.C.           | 2:49      |
| 10.          | 〈In a Big Country〉             | 빅 컨트리            | 4:44      |
| 11.          | 〈Tempted〉                      | 스퀴즈               | 4:02      |
| 12.          | 〈Time After Time〉              | 신디 로퍼            | 4:02      |
| 13.          | 〈Can't Fight This Feeling〉     | REO 스피드왜건       | 4:53      |
| 총 재생 시간 | 총 재생 시간                     | 총 재생 시간         | 51:17     |